# Santiago (República Dominicana)
Santiago, también conocida como Santiago de los Caballeros, es la segunda ciudad más poblada de la República Dominicana y tercera del área del Caribe. Fue fundadas  en 1495 Además de ser capital de la Provincia de Santiago, es la metrópolis de la región del Cibao. La población de la ciudad o zona urbana del Municipio es de  561,005 habitantes, mientras que el municipio completo cuenta con 771,748 de acuerdo a la Oficina Nacional de Estadística de República Dominicana.

## Ubicación

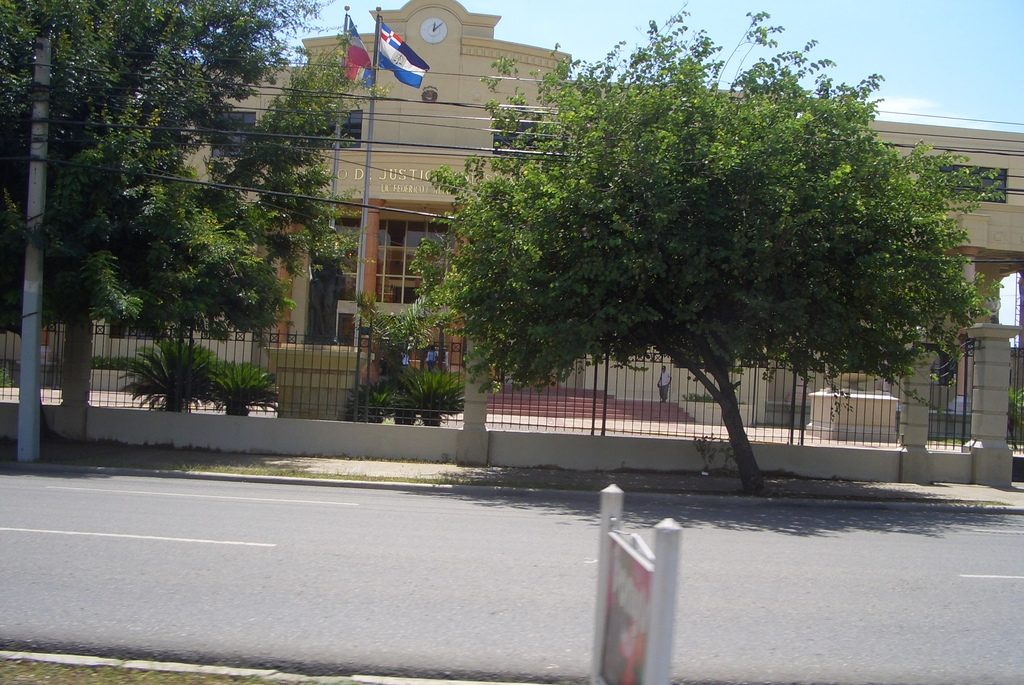
Palacio de Justicia.

Es el segundo mayor municipio de la República Dominicana, el municipio cabecera de la provincia Santiago, y el principal centro metropolitano de la región norte o Cibao. La ciudad está localizada en la región norcentral del país conocida como el Valle del Cibao, a unos 155 km al noroeste de Santo Domingo y a una altitud media de 178 msnm. Tiene una superficie total de 612 km².

## Toponimia
Cuando en 1515 por orden del gobernador fray Nicolás de Ovando fue trasladado el asentamiento primitivo desde orillas del río Yaque del Norte al Solar de Jacagua, los españoles que le habían llamado a la villa Santiago, en recuerdo a la ciudad gallega Santiago de Compostela, le agregaron de los Treinta Caballeros, porque sus primeros pobladores fueron 30 caballeros de la Orden de Santiago el Mayor.

## Geografía
Santiago se encuentra en un terreno accidentado en el centro del Valle del Cibao en la región central de la República Dominicana, una de las tierras más fértiles que se encuentran en la isla. El río Yaque del Norte pasa por Santiago de los Caballeros, que se encuentra entre la Cordillera Central y la Cordillera Septentrional, dos de las tres grandes cadenas montañosas que forman el Valle del Cibao.

## Límites
Municipios limítrofes:
|                                    | Norte: Bisonó, Villa González, Altamira y Puerto Plata |                                        |
| Oeste: Mao y San José de las Matas |                                                        | Este: Tamboril, Licey al Medio y Puñal |
|                                    | Sur: Jánico, Sabana Iglesia y La Vega                  |                                        |

## Distritos municipales
Está formado por los distritos municipales de:
| Nombre                   | Código   |
| ------------------------ | -------- |
| Santiago                 | 01250101 |
| Pedro García             | 01250102 |
| Baitoa                   | 01250104 |
| La Canela                | 01250105 |
| San Francisco de Jacagua | 01250106 |
| Hato del Yaque           | 01250107 |

## Historia

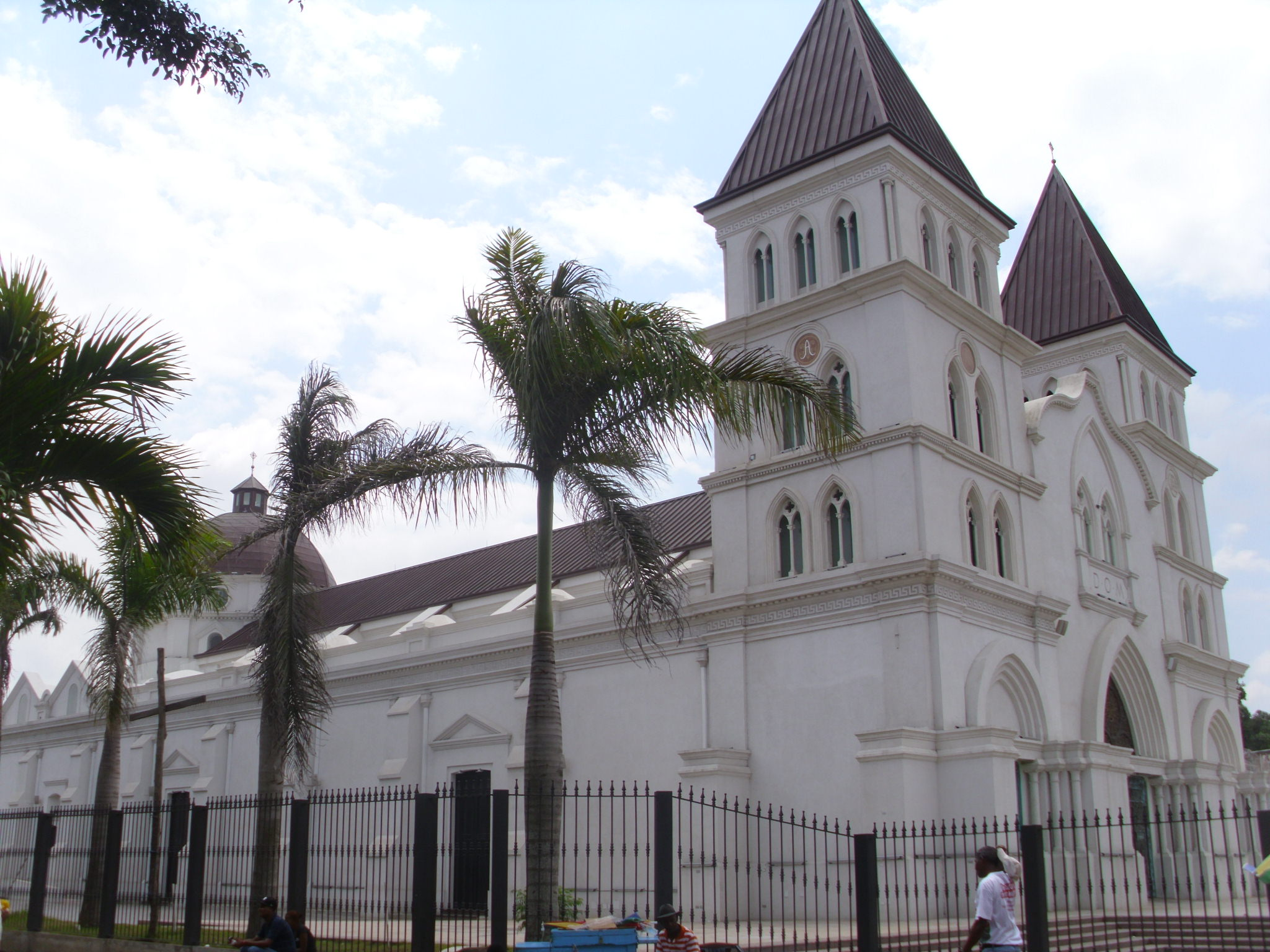
Catedral de Santiago Apóstol.

En 1495, Cristóbal Colón funda, durante su segundo viaje, el fuerte de Santiago, en la ribera este del río Yaque del Norte. En 1506, la villa que se forma alrededor de este es trasladada a orillas del río Jacagua. En 1562, Santiago de los 30 Caballeros es destruido por un terremoto. Los sobrevivientes se instalan en los terrenos colindantes con el río Yaque del Norte, ubicación actual de la ciudad. Al otorgarse en 1508 el Real Privilegio de Concesión de Armas a la Villa de Santiago en La Española, la figura heráldica que se incluyó en su escudo fue la venera. La Real Cédula, firmada por el rey Fernando el Católico como administrador de los reinos de su hija Juana I de Castilla. 
El municipio ha sido testigo de importantes eventos históricos entre los que cabe mencionar la batalla del 30 de marzo (1844) o batalla de Santiago, con la cual los dominicanos consolidan su independencia de la vecina República de Haití, y tuvo lugar en el actual Parque Imbert de esta ciudad.
Santiago fue una importante ciudad estratégica en la guerra de la Independencia Dominicana y fue capital de la República Dominicana durante la Guerra de la Restauración (1863-1865).
La dominación de los franceses por la Paz de Basilea (que cedía la parte española de la isla a Francia en 1795 y que no se cumplió hasta el 12 de enero de 1801) dejó su huella en Santiago. El municipio comenzó una planificación de un casco urbano moderno. El neoclasicismo europeo queda representado en el Palacio Consistorial, construido entre 1892 y 1895, por el arquitecto belga Luis Bogaert. La época victoriana fue el cénit de la arquitectura en la ciudad. Se construyeron numerosas residencias en el elegante estilo neoclásico europeo que son las que conforman el centro histórico de Santiago de los Treinta Caballeros.

## Clima
La temperatura promedio varía poco en la ciudad, debido a los vientos alisios tropicales que ayudan a mitigar el calor y la humedad durante todo el año. Los meses diciembre y enero son los más fríos y julio y agosto son los más calientes. El municipio y el resto del país se encuentran en el Caribe y tienen un clima tropical, que, junto con la altitud de la ciudad, 183 metros sobre el nivel del mar, hace que las condiciones de nublado persistan durante gran parte del año. La ciudad y el país también forman aparte de la zona de huracanes, sin embargo, el municipio está más protegido que en otras partes del país debido a su ubicación en el Valle del Cibao.
Las temperaturas extremas (récords) son: 41.0 °C (105.8 °F), temperatura máxima registrada el 13 de septiembre de 1960; y 11.2 °C (52.2 °F), temperatura mínima registrada el 31 de enero de 1987.
| Parámetros climáticos promedio de Santiago | Parámetros climáticos promedio de Santiago | Parámetros climáticos promedio de Santiago | Parámetros climáticos promedio de Santiago | Parámetros climáticos promedio de Santiago | Parámetros climáticos promedio de Santiago | Parámetros climáticos promedio de Santiago | Parámetros climáticos promedio de Santiago | Parámetros climáticos promedio de Santiago | Parámetros climáticos promedio de Santiago | Parámetros climáticos promedio de Santiago | Parámetros climáticos promedio de Santiago | Parámetros climáticos promedio de Santiago | Parámetros climáticos promedio de Santiago |
| Mes                                        | Ene.                                       | Feb.                                       | Mar.                                       | Abr.                                       | May.                                       | Jun.                                       | Jul.                                       | Ago.                                       | Sep.                                       | Oct.                                       | Nov.                                       | Dic.                                       | Anual                                      |
| ------------------------------------------ | ------------------------------------------ | ------------------------------------------ | ------------------------------------------ | ------------------------------------------ | ------------------------------------------ | ------------------------------------------ | ------------------------------------------ | ------------------------------------------ | ------------------------------------------ | ------------------------------------------ | ------------------------------------------ | ------------------------------------------ | ------------------------------------------ |
| Temp. máx. abs. (°C)                       | 36                                         | 40                                         | 41                                         | 41                                         | 42                                         | 38                                         | 42                                         | 40                                         | 38                                         | 43                                         | 39                                         | 33                                         | 43                                         |
| Temp. máx. media (°C)                      | 31                                         | 33                                         | 34                                         | 36                                         | 33                                         | 32                                         | 34                                         | 33                                         | 31                                         | 32                                         | 32                                         | 29                                         | 32.5                                       |
| Temp. media (°C)                           | 28                                         | 30                                         | 30                                         | 29                                         | 29                                         | 27                                         | 30                                         | 29                                         | 28                                         | 30                                         | 29                                         | 25                                         | 28.7                                       |
| Temp. mín. media (°C)                      | 24                                         | 25                                         | 23                                         | 22                                         | 24                                         | 22                                         | 23                                         | 23                                         | 23                                         | 24                                         | 23                                         | 20                                         | 23                                         |
| Temp. mín. abs. (°C)                       | 16                                         | 19                                         | 18                                         | 17                                         | 18                                         | 16                                         | 19                                         | 20                                         | 18                                         | 19                                         | 18                                         | 16                                         | 15                                         |
| Lluvias (mm)                               | 14                                         | 10                                         | 24                                         | 33                                         | 19                                         | 138                                        | 155                                        | 172                                        | 144                                        | 102                                        | 44                                         | 35                                         | 890                                        |
| Días de lluvias (≥ 1 mm)                   | 2                                          | 3                                          | 6                                          | 6                                          | 4                                          | 8                                          | 13                                         | 12                                         | 12                                         | 5                                          | 5                                          | 5                                          | 81                                         |
| Horas de sol                               | 199                                        | 228                                        | 205                                        | 191                                        | 202                                        | 188                                        | 202                                        | 230                                        | 205                                        | 223                                        | 202                                        | 188                                        | 2463                                       |
| Humedad relativa (%)                       | 74                                         | 75                                         | 75                                         | 74                                         | 76                                         | 75                                         | 76                                         | 74                                         | 76                                         | 76                                         | 77                                         | 75                                         | 75.3                                       |
| [cita requerida]                           |                                            |                                            |                                            |                                            |                                            |                                            |                                            |                                            |                                            |                                            |                                            |                                            |                                            |

## Economía

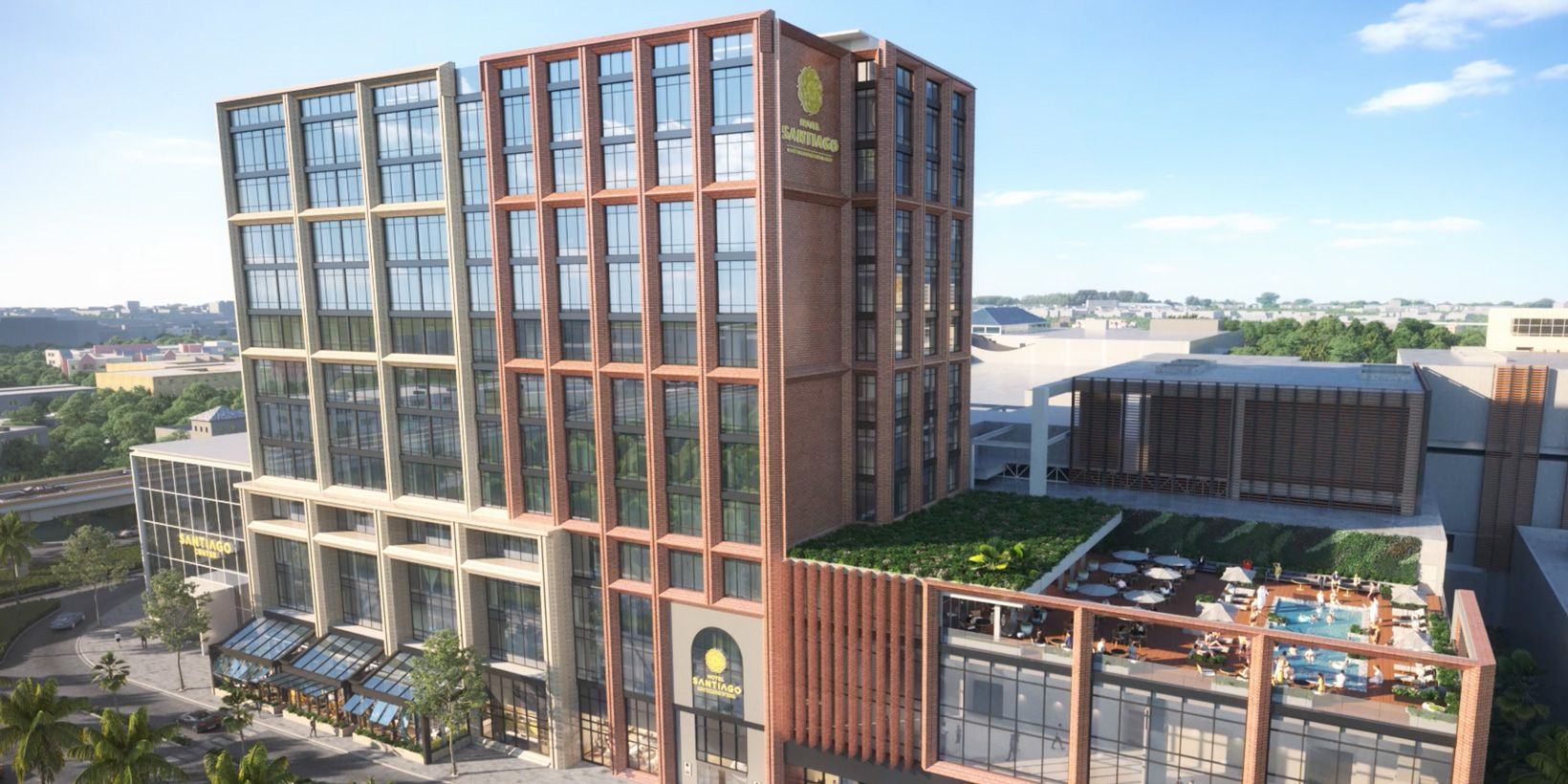
Agora Santiago Center es el centro comercial más moderno de la ciudad y es el mall más grande de toda la Región Cibao.

El municipio Santiago depende en gran medida de las tierras fértiles, tabacalera y de una economía de servicios predominantemente proveedora. Esto hace que Santiago sea un importante centro económico y financiero de la República Dominicana. El sector servicios ha crecido mucho en los últimos años, lo que es ideal para una mayor expansión. Santiago es el segundo mayor municipio de la República Dominicana por PIB, importancia y población después de Santo Domingo y al mismo tiempo produce el mayor porcentaje del PIB de telecomunicaciones, tales como: teléfonos móviles, servicio de cable, servicio de internet y otros servicios que son importantes para la economía del Cibao. El turismo también representa una porción importante de la economía de la ciudad debido a su devenir histórico y a su arquitectura monumental.
La economía del municipio es sostenida principalmente por la comercialización e industrialización de productos agropecuarios y bienes terminados, producción de bienes en las zonas francas, y por el comercio.
En la ciudad se asientan sedes y sucursales de las principales tiendas, supermercados, restaurantes y entidades financieras del país. La ciudad cuenta con varios centros comerciales y empresas multinacionales.
El Mercado Modelo de la Calle del Sol es un centro comercial donde existen tiendas variadas de artesanías y artículos nativos confeccionados a mano.

Casco Urbano de Santiago de los Caballeros.

### Crecimiento y desarrollo
Al igual que Santo Domingo, el municipio ha experimentado recientemente una época de rápido crecimiento y desarrollo. Se ha convertido en una ciudad de gran importancia para la nación y el desarrollo de la región del Cibao. Santiago, al igual que cualquier otra ciudad de rápido crecimiento, se enfrenta a numerosos problemas incluyendo el servicio irregular de electricidad y agua potable. La población de Santiago de los Treinta Caballeros aproximadamente es de 1,5 millones de habitantes. El barrio de mayor crecimiento en la ciudad de Santiago de los 30 Caballeros es Cienfuegos y el sector de clase alta La Trinitaria. Se está construyendo edificios gigante uno que destaca es el "Halo Sideral" Otros lugares que son sector de clase alta es: Los Cerros De Gurabo, La Esmeralda y las Quintas De Pontezuela

## Arte y cultura

### Arquitectura

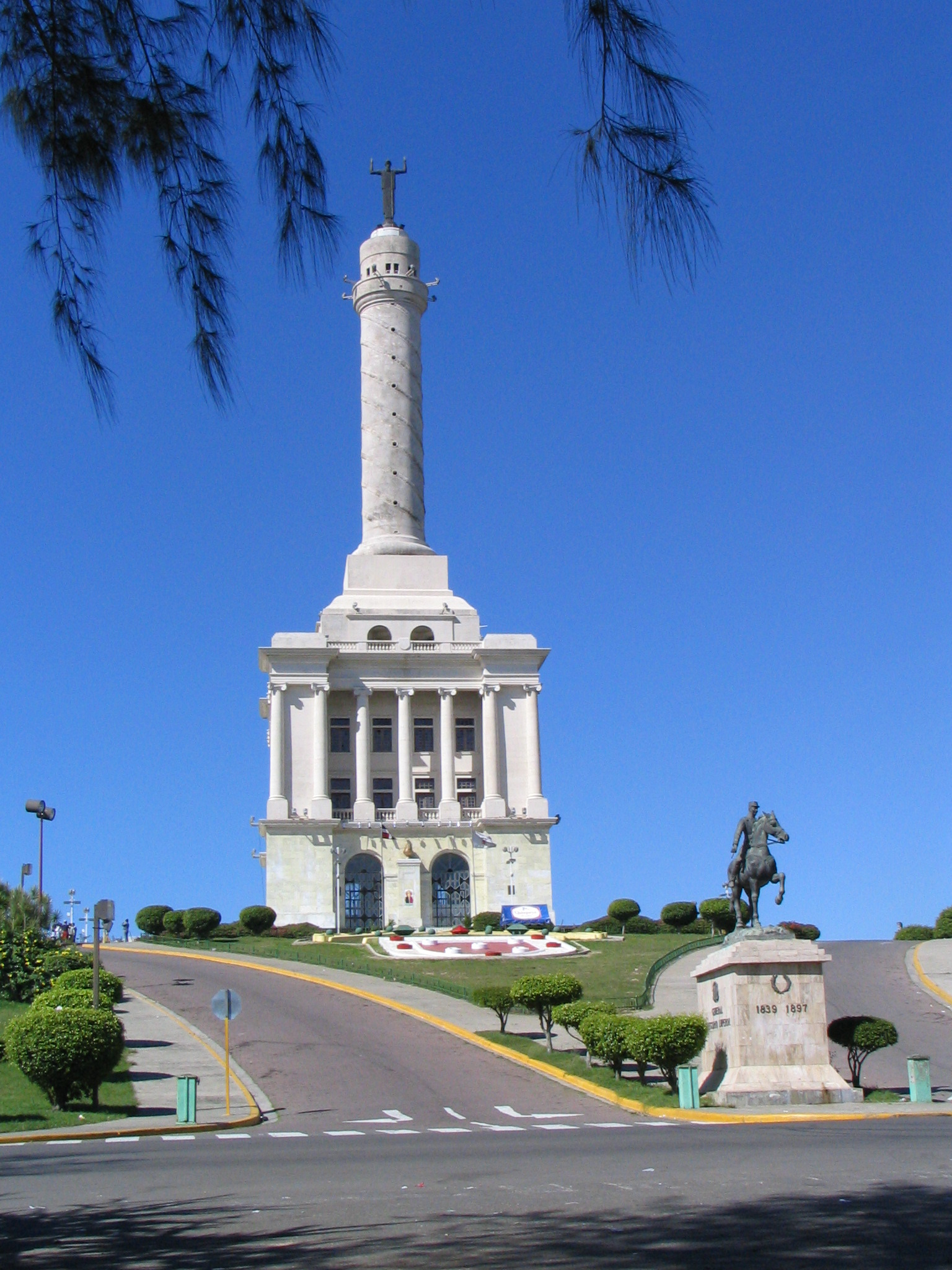
El Monumento a los Héroes de la Restauración construido en 1944, se ha convertido en emblema de la ciudad.

Catedral de Santiago Apóstol: fue construida en 1895 por Onofre de Lora, un arquitecto nativo de la ciudad. Considerada el monumento ecléctico por excelencia en la ciudad, en ella se conserva una de las dos únicas copias que existen en el mundo de la famosa escultura “La Piedad”, de Miguel Ángel. Orientada de Este a Oeste, y ocupando el espacio reservado a la iglesia parroquial desde la tercera fundación de la ciudad en 1562. Consta de tres naves, de las cuales la mayor, con bóveda de cañón, es coronada en el ábside por una cúpula, en cuyas pechinas pueden observarse la pintura de los Cuatro Apóstoles, obras del artista italiano Hugo.
Puente Hermanos Patiño: es a la vez el puente más grande y antiguo de la ciudad que conecta el norte y sur de la ciudad. Su construcción fue iniciada por Rafael Leónidas Trujillo y se inauguró en 1962, un año después de su muerte. El puente lleva el nombre de los cinco hermanos que murieron en un esfuerzo por acabar con la dictadura de Rafael Leónidas Trujillo en la República Dominicana a mediados del siglo XX. El legado antitrujillista de la familia Patiño no comenzó con los hermanos, sino con su padre que fue asesinado en 1931 en la primera insurrección contra Trujillo.
Monumento a los Héroes de la Restauración: se encuentra en una colina con vista espectacular de toda la ciudad de Santiago, mide 67 metros (220 pies) de alto y está hecho totalmente en mármol. La construcción del monumento comenzó en 1944 por orden del entonces dictador Rafael Leónidas Trujillo Molina al cual llamaron el Monumento a la Paz de Trujillo. Trujillo fue asesinado en 1961, y el monumento pasó a llamarse Monumento a los Héroes de la Restauración, en honor a la Guerra de la Restauración de 1863 cuyos episodios principales sucedieron en Santiago; en ella la República Dominicana recuperó su independencia de España a quien estaba anexada.

### Lugares de interés

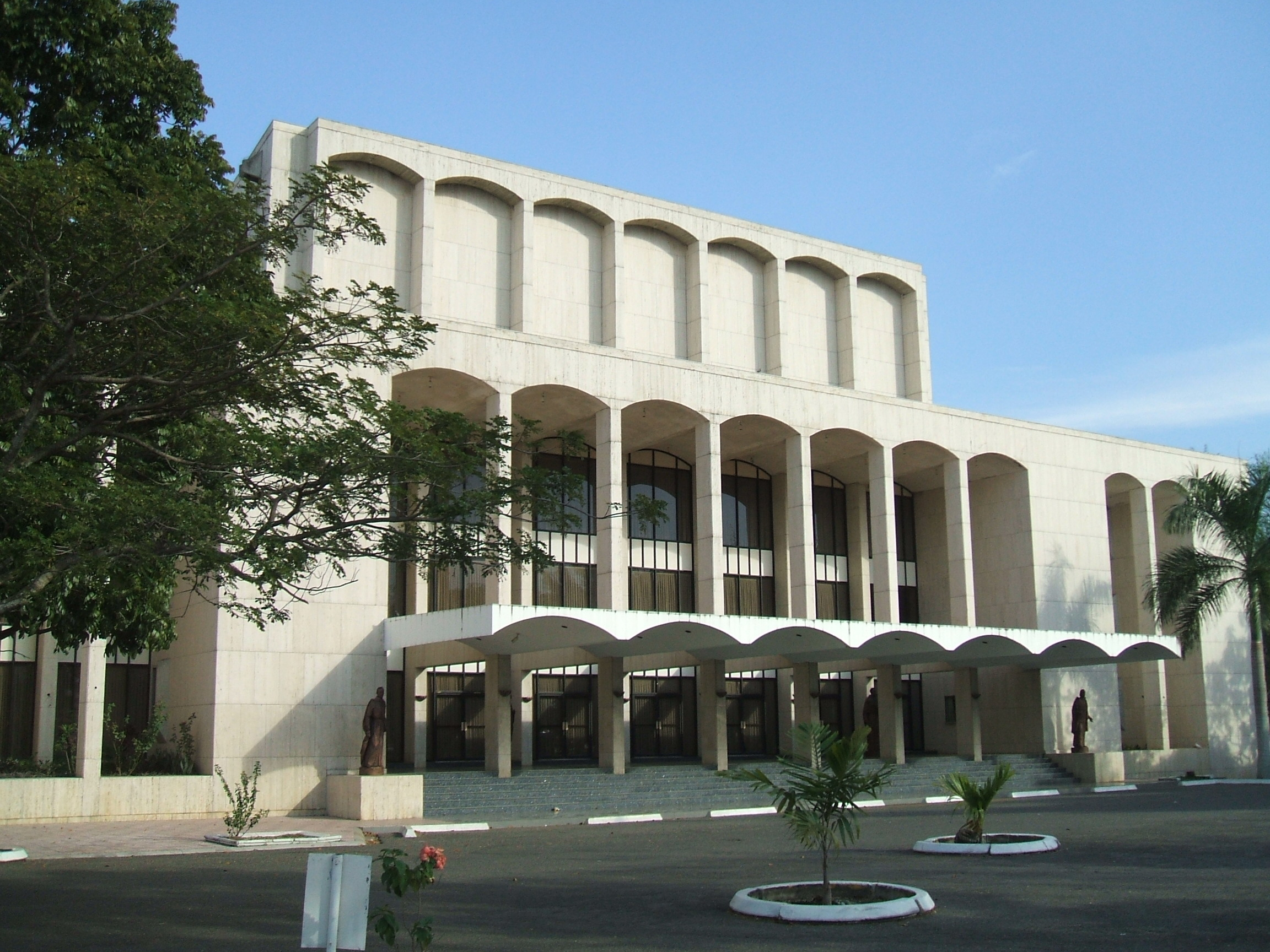
Fachada frontal del Gran Teatro del Cibao.

- Centro Español, Inc.: fundado el 5 de diciembre de 1965, es un club social y deportivo, creado por emigrantes españoles que se asentaron en el Cibao a principios del siglo XX.
- Santiago Country Club: es una sociedad deportiva, social y cultural creada sin fines de lucro el 14 de octubre de 1931.
- Centro Cultural Domínico-Americano: Está ubicado en la Av. Estrella Sadhalá # 101. El CCDA es una institución binacional, cultural y educativa fundada el 23 de junio de 1962, dirigida por un Consejo de Directores.

Otros lugares de interés son:
- Casa de Arte
- Casa de la Cultura
- Centro de la Cultura de Santiago
- Club Amaprosan
- Estadio Cibao
- Gran Arena del Cibao.
- Gran Teatro del Cibao
- Galería La 37 por las Tablas
- Monumento de Santiago

### Museos
En Santiago hay algunos museos interesantes que muestran la cultura de esta ciudad. Algunos de ellos son:
- Museo Folklórico Yoryi Morel: este museo está ubicado en el Centro Histórico de Santiago en la calle Restauración. Exhibe la cultura del carnaval de Santiago, y se muestran algunas prendas interesantes usadas por los lechones del carnaval, así como los usados en otras provincias. El museo lleva el nombre del destacado pintor dominicano Yoryi Morel.
- Museo del Tabaco: se encuentra en el centro de la ciudad. Tiene diferentes métodos de fabricación, así como el efecto de las plantaciones de tabaco a lo largo de la historia de la ciudad.
- Museo Histórico Fortaleza San Luis: está ubicado frente al Río Yaque del Norte en el suroeste de Santiago. Antiguamente este edificio fungía como prisión municipal y es una de las fortalezas más antiguas de la región del Cibao.
- Museo de los Héroes de la Restauración: está localizado dentro del Monumento a los Héroes de la Restauración. Muestra las fotos de la Guerra de Restauración 1863-1865. Batalla entre el República Dominicana y el ejército español.

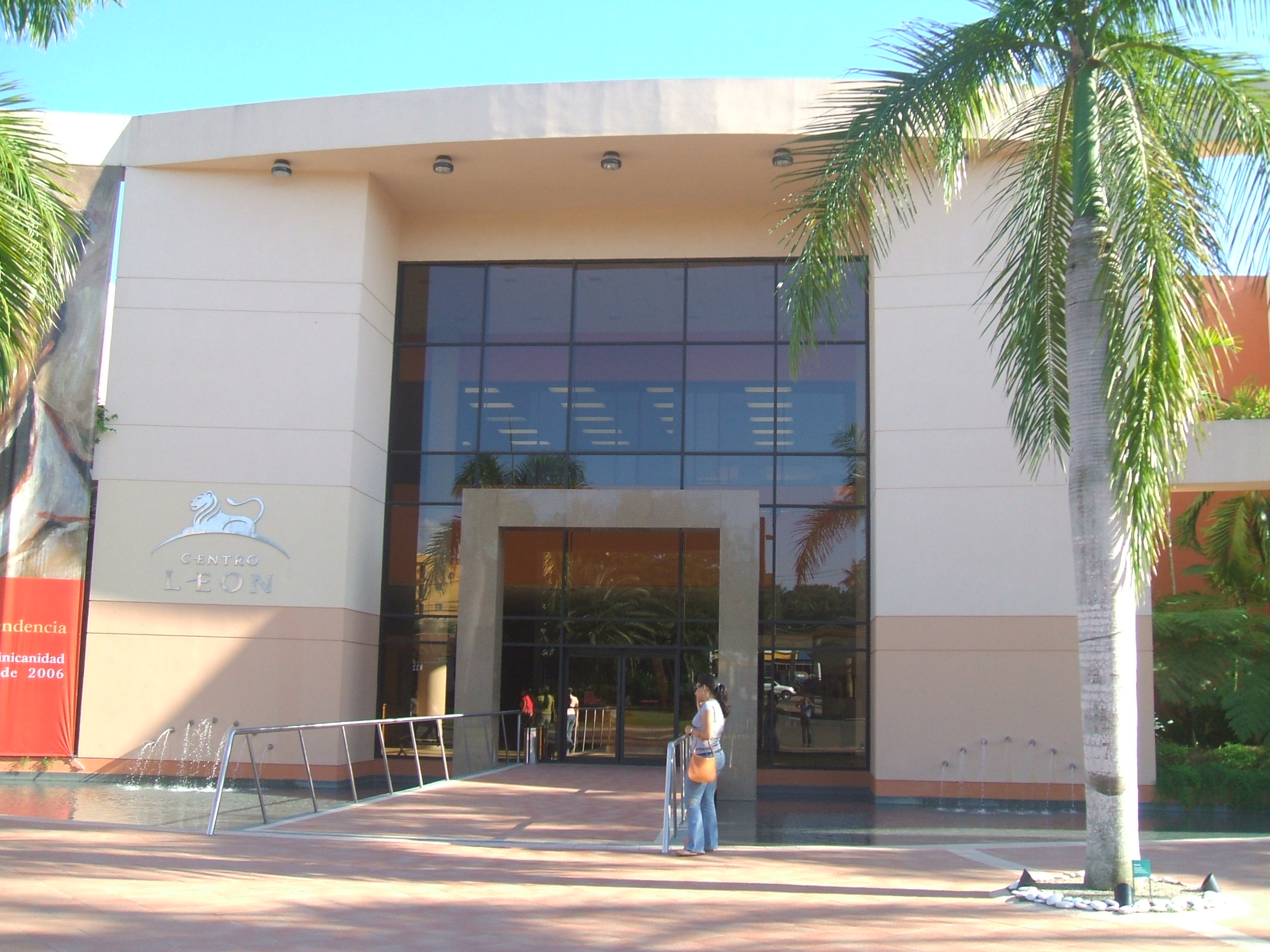
El Centro León tiene como objetivo la exhibición y difusión de realizaciones artísticas y culturales dominicanas.

- Centro Cultural Eduardo León Jimenes: ubicado en la avenida 27 de febrero. Muestra los elementos de las culturas del Caribe y República Dominicana, la historia natural dominicana, la evolución y cultura de los indios nativos. Además, periódicamente se realizan exposiciones de arte de diferentes artistas dominicanos e internacionales. Consta de tres salas de exhibición permanente: Signos de Identidad, una sala con Génesis y trayectoria (que cada dos años exhibe las obras seleccionadas del Concurso de Arte Eduardo León Jimenes) y una sala de exhibiciones temporales. En sus jardines se encuentra ubicado el Patio Caribeño, donde se realizan tertulias y proyecciones de eventos de interés, así como también presentaciones en vivo. El museo está bajo la autoridad de la Fundación León Jimenes (propietarios de la Cervecería Nacional Dominicana, así como la Industria de Tabaco León Jimenes).
- Museo de Arte Folclórico Tomás Morel: en este lugar se pueden admirar artículos relacionados con el folclore y aspectos cotidianos de la vida del hogar de Santiago de la época colonial hasta 1960. Contiene una colección de máscaras de lechones, representación del carnaval santiaguense. Está situado en la calle Restauración.
- Centro de la Cultura de Santiago: es el lugar donde se dan cita las manifestaciones culturales y actividades relacionadas con las bellas artes. Existen exposiciones de pinturas, esculturas; presentaciones de teatro, ballet, conciertos, entre otros. Además funciona como centro de enseñanza de arte, en sus diferentes manifestaciones. Es además la casa de uno de los mejores Ballets folclóricos del país, El Ballet Folclórico de Santiago. Está situado en la calle del Sol esquina Antonio Guzmán.

## Infraestructura vial
Santiago cuenta con una amplia infraestructura vial lo cual permite a sus habitantes desplazarse hábilmente por las principales calles y avenidas de la ciudad. Entre las avenidas principales podemos encontrar: 
- Autopista Juan Pablo Duarte
- Avenida Salvador Estrella Sadhalá
- Avenida Circunvalación/ Av. Mirador del Yaque
- Avenida 27 de Febrero
- Avenida Hispanoamericana
- Avenida Circunvalación Norte
- Avenida Juan Pablo Duarte
- Avenida Bartolomé Colón
- Avenida Gregorio Luperón
- Avenida Las Carreras
- Calle del Sol
- Calle Restauración
- Avenida Antonio Guzmán
- Avenida Rafael Vidal

Hay un teleferico y actualmente se está construyendo un monorriel

## Salud
En el área de salud, el municipio cuenta con los principales hospitales públicos de la región: 
- Centro Médico Santiago Apóstol.
- Centro Médico Cibao.
- Centro de Salud Integral Bella Vista.
- Clínica Dr. Bonilla.
- Clínica Corominas.
- Clínica Unión Médica del Norte.
- Hospital Metropolitano de Santiago (HOMS).
- Hospital Pediátrico Arturo Grullón.
- Hospital Regional Universitario José María Cabral y Báez.
- Instituto Materno Infantil y Especialidades San Martín De Porres.
- Instituto de Reproducción y Ginecología del Cibao (IREGCI).
- Hospital De Especialidades Medicas Materno Infantil Dr Paulino Reyes (HEMMI).

## Educación

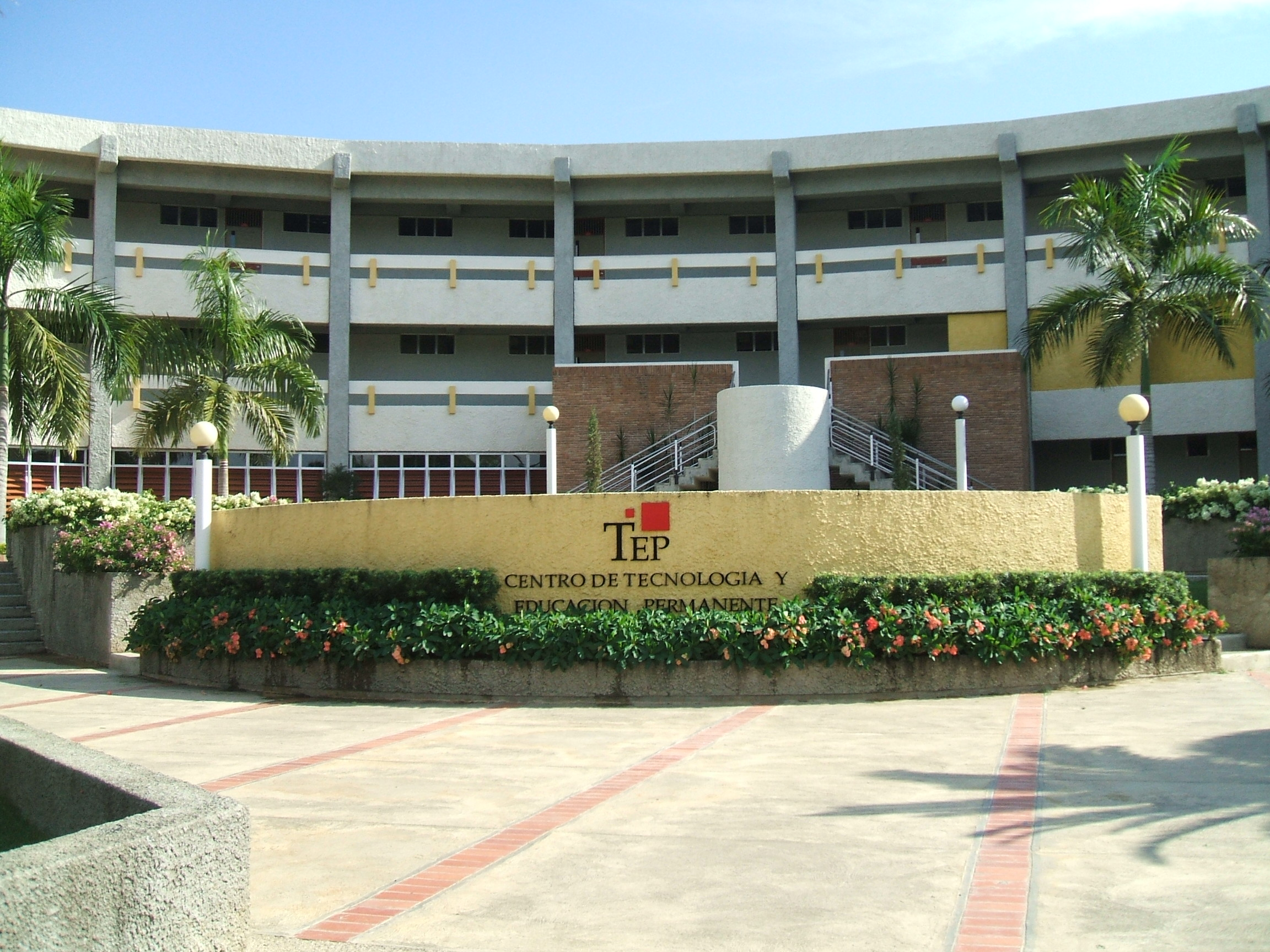
Edificio de Tecnología y Educación Permanente en la Pontificia Universidad Católica Madre y Maestra.

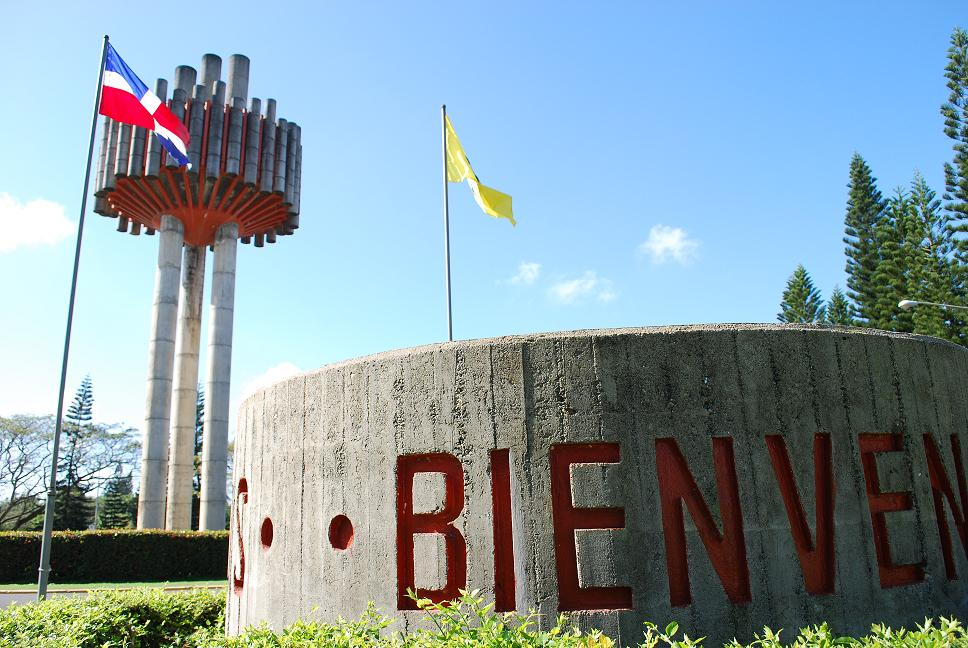
Entrada principal del Campus de la PUCMM.

Santiago cuenta con una gran variedad de universidades, entre las que destacan: 
- Universidad Autónoma de Santo Domingo (UASD Recinto Santiago): Una extension de la Universidad Primada de America.
- Pontificia Universidad Católica Madre y Maestra: Primera universidad privada del país y una de las más importantes de la República Dominicana.
- Universidad Tecnológica de Santiago (UTESA)
- Universidad Abierta Para Adultos (UAPA)
- Universidad Instituto Superior de Agricultura (ISA)
- Universidad Nacional Evangélica (UNEV)
- Universidad Organización y Método (O&M)
- Universidad APEC

Institutos:
- Instituto tecnológico México (La reforma)
- Instituto Politécnico Ramón Dubert Novo (IPRDN)
- Instituto Politécnico Prof. Rafaela Pérez
- Centro Cultural Dominico Americano
- Instituto Nacional de Formación Técnico Profesional (INFOTEP).
- Instituto Politécnico La Esperanza (IPLE)
- Instituto Politécnico Nuestra Señora de las Mercedes
- Instituto Politécnico Altagracia Iglesias de Lora
- Instituto Politécnico Nuestra Señora del Carmen (Padre Zegrí)
- Instituto Politécnico Industrial Don Bosco (IPIDBOSCO)
- Instituto Politécnico Industrial Salesiano (IPISA)
- Instituto Superior Salomé Ureña recinto Emilio Prud Homme (ISFODOSU)
- Instituto Tecnológico México (IPOME)

## Deporte

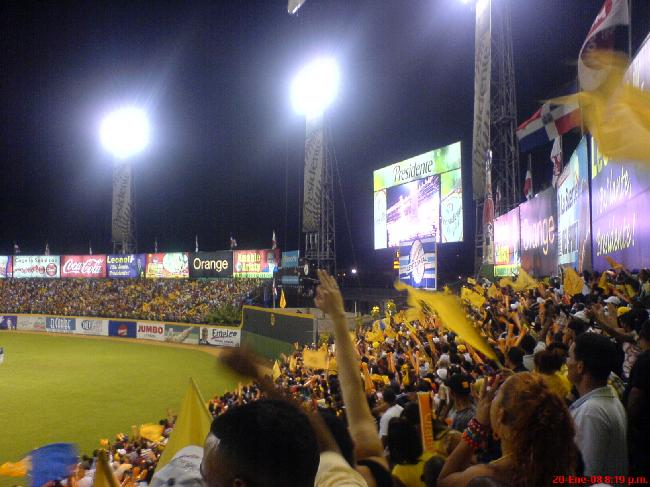
Estadio Cibao sede de las Águilas Cibaeñas visto desde los bleachers del jardín derecho.

El béisbol es el deporte más popular que se juega en Santiago. El equipo de béisbol de la ciudad es Águilas Cibaeñas. Además del béisbol, el baloncesto también se juega a nivel profesional en la ciudad de Santiago, el equipo de la ciudad es Metros de Santiago. La institución encargada de organizar estos eventos es la Asociación de Baloncesto de Santiago (ABASACA).
El fútbol es otro deporte con presencia en el municipio, siendo el Cibao FC el equipo representante de la misma en la Liga Dominicana de Fútbol. El organismo regulador del fútbol en Santiago es la Asociación de Fútbol de Santiago (ASOFUTSA) 
También el voleibol tiene cabida en la ciudad. El equipo de voleibol femenino se han cobrado dos medallas de bronce en la Liga Dominicana de Voleibol.
Otros deportes importantes y en que la ciudad se destaca son el softball, el ping pong y el karate, entre otros.
| Predecesor: La Habana | Ciudad Centroamericana y Caribeña 1986 | Sucesor: Ciudad de México |

## Medios de comunicación

### Canales de televisión
- Oui TV (canal 3)
- Teleunion (Canal 12)
- Nexxo TV (canal 20)
- Telemedios Dominicanos S.A. (Canal 8)
- Teleuniverso (Canal 29)
- Telemilenio (Canal
- Megavision (Canal 2)
- Delta TV (Canal 50)
- Planovision
- Super TV55 (Canal 55)
- Telecontacto (Canal 35)
- CDN Deportes (Canal 36)
- Fuego TV (Canal 40)
- Luna TV (Canal 53)
- RNN2 Canal 67
- Boreal Televisión (Canal 76)
- Galaxia TEVE (Canal 42)

### Emisoras de radio
- Sonido 104.3 FM
- Monumental 100.3 FM
- La N 103.5 FM
- Fulll 94.1 FM
- KV 94.7 FM
- La Bakana 105.9 FM
- Mortal 99.1 FM
- Original Cibao 107.9 FM
- La Kalle 96.3 FM
- La tuya 92.9 FM
- Turbo 98.3 FM
- Suave 107.3 FM
- Volfo 91.7 FM
- Clave 95.9 FM
- KeBuena 105.5 FM
- Premiun 101.1 FM
- Social 90.8 FM
- Concierto 93.1 FM
- La Nueva 106.9 FM
- Top latina Santiago 97.5 FM
- Flow 90.1 FM
- Sti Radio 91.1 FM
- Criolla 106.1 FM
- Digital Fm.95.5
- Matrix 104.7 FM

### Prensa escrita
- El Nacional
- La Información

## Transporte

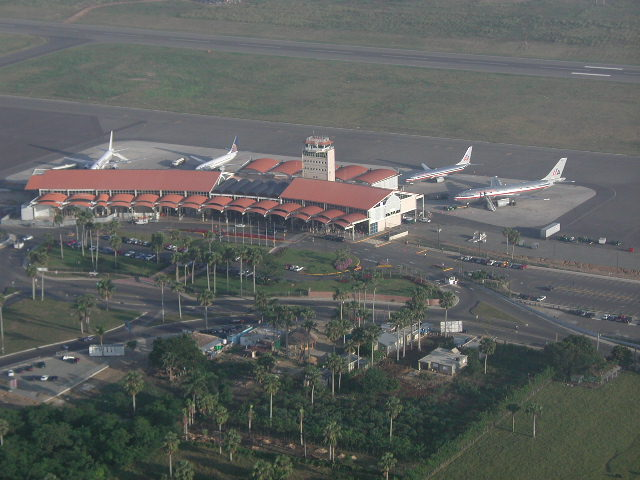
Aeropuerto Internacional del Cibao

Santiago posee un sistema de transporte conformado por los carros públicos (conchos) que integran 42 rutas, 28 interurbanas y 14 sub-urbanas.
En lo relativo al transporte en autobús, la ciudad cuenta con el servicio de la Oficina Metropolitana de Servicios de Autobuses (OMSA). Las compañías de autobuses son Transporte Dioni, Metro, Caribe Tours, Transporte Espinal, AETRA Bus, entre otros. En lo relativo a carreteras, la Autopista Duarte oficialmente conocida como RD-1 pasa por el centro de la ciudad y conecta directamente con la ciudad de Santo Domingo. Otras carreteras de menor importancia conectan la ciudad con Puerto Plata, Samaná, y la región noroeste del país. En general, Santiago tiene una buena conexión a través de carreteras con el resto del país.
Desde el 17 de Marzo de 2024, la ciudad dispone de un sistema de transporte por cable aéreo denominado Teleférico de Santiago de los Caballeros.
El Aeropuerto Internacional del Cibao (STI/MDST) brinda servicios sobre todo a los dominicanos que viven en los Estados Unidos y otras islas del Caribe como Cuba, Islas Turcas y Caicos, Puerto Rico y Panamá. Es el tercer aeropuerto de República Dominicana en términos de pasajeros transportados.

## Ciudades hermanadas
El municipio tiene acuerdos de hermanamiento con las siguientes ciudades:
- La Habana (Cuba)
- Mayagüez (Puerto Rico)
- San Juan (Puerto Rico)
- San Salvador (El Salvador)
- Santiago de Compostela (España)